# 雅樹ちゃん誘拐殺人事件
雅樹ちゃん誘拐殺人事件（まさきちゃんゆうかいさつじんじけん）は、1960年（昭和35年）5月16日 - 18日にかけ、東京都で発生した身代金目的の男児誘拐殺人事件。
元歯科医師の男M・S（本事件当時32歳／以下「M」）が、裕福な家庭の子供を誘拐して家族から身代金を脅し取ることを考え、東京都世田谷区等々力在住の小学校2年生男児（当時7歳・慶應義塾幼稚舎に登校中／以下「被害者」）を誘拐。Mは杉並区上荻窪の自宅で、男児を睡眠剤で眠らせていたが、思うように身代金を得ることはできず、誘拐事件を詳細に報道した新聞記事を読んで狼狽していたところ、男児の呼吸・脈拍が弱くなっていることに気づいたため、殺害を決意。男児に都市ガスを吸入させて一酸化炭素中毒死させ、死体を積んだ車を杉並区上高井戸の路上に放置した。
登校中の児童が誘拐・殺害された本事件は、被害者と同じ学校に通う児童やその父兄だけでなく、日本各地の児童やその父兄をはじめ、社会に異常な衝撃と深刻な不安を与えた。また、報道各社は本事件を教訓に、誘拐事件が発生した際は犯人逮捕か、人質の安否が確認されるまで報道を自粛する方針（報道協定）を締結した。Mは1961年（昭和36年）3月に東京地裁で死刑判決を言い渡され、1967年（昭和42年）に最高裁で上告棄却の判決を受けたことにより、死刑が確定。死刑囚（死刑確定者）となったMは、1970年（昭和45年）10月29日に東京拘置所で死刑を執行された（42歳没）。

## 事件の経緯
以下、時刻はUTC+9 (JST) の24時間表記で統一する。
1960年5月16日朝、世田谷区のカバン製造会社の社長の長男で、慶應義塾幼稚舎の2年生であった被害者が、幼稚舎に登校するため自宅近くのバス停を出る。幼稚舎の栄養士が、目黒駅付近のバス停で1人の男（以下「M」）に連れられて学校とは反対方向に歩く被害者を目撃していた（栄養士は翌17日捜査員に証言した）。
11時過ぎ、被害者宅にMから電話。
「メモを用意してください。お宅の息子さんを預かってます。女中さんに200万円を包んだ風呂敷包みだけを持たせて、15時（午後3時）ごろ信濃町駅に来させて、神宮外苑を一周し、千駄ケ谷駅に出て、タクシーで池袋に出て、そこから西武電車で大泉学園駅を降り、都民農場行きのバスに乗って、終点で降りて、バス通りを川越鉄道まで出てから、都民農場まで後戻りさせなさい。警察に届けないこと。約束さえ守れば1時間以内に子供（被害者）を返します。200万円は新札ではダメです」
電話を受けた被害者の母親は、幼稚舎に問い合わせて被害者が登校していないことを知った。
12時30分過ぎ、被害者の父親と幼稚舎が各々被害届を提出、秘密裏に捜査を開始。
14時30分ごろ、Mから被害者宅に電話。
「お金は用意できましたか？　お子さんは大丈夫ですよ。何もひどいことはしてないし、女がそばにいるから大丈夫です。子供さんは眠っています。睡眠薬を飲ませたので」
この電話の後で被害者宅のお手伝いの女性が、現金に見せた新聞紙を風呂敷に包み（1回目の脅迫電話の指示通り）移動。捜査員が張り込んだものの犯人は現れず、この日は何の連絡もなく終わった。
15時30分ごろ、ある女性が杉並区上荻窪在住の歯科医師M宅を訪問。玄関に鍵がかかっておらず、M宅の家主の夫人と二人でM宅に入ったところ、玄関に児童用レインコートや白襟の付いた上着や紺色のフェルト帽子が放りっぱなしになっており、奥の四畳半に7つぐらいの男の子が寝ていた。女性はその男の子に「どうしたの？」と尋ねたところ「病院のおじさんと目黒から来た」と返事をした。
5月17日11時30分、新宿区柏木に住む『太田芳男』と名乗る人物から「300万円を持って1時より新宿地球座（映画館）で連絡を待て。約束を守らないと取引を打ち切る」という内容の電報が届く。新宿電報局に照会したところ、9時57分ごろ送信されたことが判明。
13時、被害者宅のお手伝いの女性が電報の指示に従って地球座に行くものの、Mは接触せず。
19時ごろ、Mから電話。
「約束を破った。警察官が付いていた。今度は約束を守ってください。20時（午後8時）30分に大泉学園からバスで大泉風致地区で降り、左に折れて突き当たったら戻ってください。そこで取引をする」
20時ごろ、被害者宅のお手伝いの女性が脅迫電話通りに移動。捜査員も張り込むが、またもMは現れず。
23時20分ごろ、Mから被害者宅に電話。
「尾行させていた。今度金を取引する場所、時間は後で連絡する」
これ以降、Mは一切の接触を断つ。
一方、捜査本部には「被害者らしい子どもがテレビを見ている」というM宅のお手伝いの通報があったものの、捜査陣はあまり重要視しなかった。
5月18日朝方、マスコミが誘拐事件を報道。16日午後にM宅を訪ねた女性が、目撃した男の子は被害者なのではと近所の派出所へ通報。これを受けて捜査陣がM宅への張り込みを開始。
20時30分ごろ、M宅前に停まっていたルノーが突如急発進、捜査員が乗用車で追跡するも見失う。
5月19日朝方、M宅前に停まっていたルノーが杉並区上高井戸の路上で放置されているのを主婦が発見、被害者は後部座席から米俵状のものに包まれて遺体で見つかった。

## 事件の解決
犯人である男M・S［1928年（昭和3年）4月3日生まれ・本事件当時32歳］は殺人などの被疑者として全国に指名手配されたが、7月13日、大阪府布施市（現：東大阪市）の工員の男性から「同居する男が指名手配犯に似ている」と交番に連絡があった。ハンドバッグの口金製造業に勤める「山田正五」なる人物が指名手配犯と顔がそっくりであるという。犯人のMには盲腸の手術痕があるという情報を得ていた警察は、「山田」と名乗る人物にもそれがあるのかを確認してほしいと依頼する。7月14日、工員の男性は「山田」を公衆浴場に誘ったが、それらしい跡は確認できなかった。
更にその3日後の17日、工員は「山田」の所持品を探ってみる。その「山田」のジャンパーのポケットにある手帳を見ると「誘拐事件に荷担（かたん）した」というメモが書かれてあり、「山田」と名乗ったMがその日の夕方警察に誘拐殺人の罪で逮捕された。
Mは多額（約170 - 180万円）の借金を抱え、金に困っていた1960年（昭和35年）5月上旬、フランスで起きたプジョーの経営者の孫・エリックが誘拐され、多額の身代金を要求された事件のことを偶然思い出し、エリック誘拐事件を手本に身代金を目当てにした誘拐事件をしようと企てる。「狙うなら金を払いそうな金持ちの家の子供がいい」と思い付き、慶応幼稚舎の生徒を狙うこと、さらに多くの児童が鉄道からバスへ乗り換える国鉄（現：JR東日本）目黒駅周辺で連れ去るということも計画に挙げていた。
そして事件当日、Mは被害者に対し目黒駅で「お母さんに頼まれたので病院に行こう」と声を掛けて誘拐を図る。被害者は麻酔薬で眠らせたという。被害者宅の使用人に対し、場所を指定してあるので、そこに行くように指示を出した。都民農園付近は事件を起こす前日までに入念な下見を行い、逃げやすそうな場所に車を停めておいた。使用人の女性がバスでやってくると、逆の方向からバスで女性とMを追尾する警官を見つけたため、この日は受け取りを中止した。
事件2日目、指定した場所で女性を待ち合わせていると、Mは足を滑らせて肥溜めに落ちてしまい、ズボンとサンダルが汚れてしまったため家路に着く。そして3日目、犯人を特定しようと事件の詳細に至るまで過熱した報道を繰り返したメディアによって精神的に追い詰められたMは、薬の影響で衰弱状態となっていた被害者を殺害しようと決断。口にゴムホースを使ってガスを入れ、その上で首を絞めて殺害。自宅を監視されていることを知って、あわてたMは死体を乗せて逃走するが、パトカーとすれ違い、杉並区内で車を乗り捨てると、横浜市から大阪市へと逃亡。住み込みの工員として潜伏していたところを同年7月17日に逮捕された。
Mが手帳に記した内容は虚偽であった。これは、逮捕された際にも自分以外に主犯がいると思わせて捜査を撹乱し、また裁判で有利になるための欺瞞工作として準備したものであった。しかし皮肉にも、この手帳を工員に発見されたことで逮捕に至ることになる。
この事件は誘拐事件において過熱した報道を繰り返したメディアに深い反省を与え、報道協定が定着するきっかけにもなった。この報道協定は、1963年（昭和38年）3月31日に東京都台東区で発生した吉展ちゃん誘拐殺人事件の際に初めて締結された。

## 判決
加害者Mは、営利誘拐・恐喝未遂罪・殺人罪・死体遺棄罪の被告人として起訴された。刑事裁判の第一審では、弁護人が「被告人Mは各犯行当時、（特に、殺人行為に至った当時は強度の）心神耗弱状態にあった」と主張し、精神鑑定が実施された。しかし、島崎敏樹（東京医科歯科大学教授・医学博士）が1960年10月4日 - 1961年（昭和36年）2月24日にかけ、144日間の精神鑑定を実施した結果、「Mが事件当時、精神病に罹患していた形跡は認められず、Mは周囲の事態を十分に弁識し、自己の行動を制御する能力および、行為の是非を判断する能力を十分に有していた」（＝責任能力に問題はない）とする鑑定書が提出された。東京地方裁判所刑事第4部（荒川正三郎裁判長、小川泉・神垣英郎両陪席裁判官）は、その鑑定結果を採用して弁護人の「心神耗弱」主張を退け、1961年3月31日の判決公判で被告人Mに死刑判決を言い渡した。
被告人Mは死刑判決を不服として控訴。自身の大便を食べるなど、精神異常者のふりをした。控訴審では、改めて土井正徳による精神鑑定が実施され、「Mは犯行時、固有のヒステリー性精神病質を基礎として、ヒステリー性偏執病（急性偏執病）の範疇に入るヒステリー性感動に罹患しており、知能（社会的是非善悪の弁識判断の機能）は普通の状態だったが、情意の統制機能（先述の弁識判断によって、自己の行為を抑制する機能）が普通の状態より著しく劣るものだった」（＝Mは事件当時、心神耗弱状態だった）とする結果が出たため、控訴審の公判はいったん中断された。しかし、東京高等裁判所第1刑事部は、「Mは本件により勾留された1961年1月中旬ごろから、拘禁反応と思われる症状を発症しているが、事件当時は心神耗弱状態だったとまでは言えない」として、弁護人の訴えを退け、1966年（昭和41年）8月26日に被告人Mの控訴を棄却する判決を宣告した。
翌1967年（昭和42年）1月9日付で、弁護人の伊藤博夫は「Mは犯行時、心神耗弱状態であり、原判決には重大な事実誤認がある」とする上告趣意書を提出した。しかし同年5月25日、最高裁判所第一小法廷（岩田誠裁判長）は原判決を支持して被告人Mの上告を棄却する判決を言い渡した。判決訂正申立も、同年6月22日付で第一小法廷が出した決定［事件番号：昭和42年(み)第17号］によって棄却され、Mは死刑が確定した。

## 死刑執行
死刑囚（死刑確定者）となったMは、拘禁反応によって一時的に冷静さを欠くような精神状態になり、収監先の東京拘置所から八王子医療刑務所へ移送された時期もあったが、その後治癒。1970年（昭和45年）10月29日10時、東京拘置所で死刑を執行された（42歳没）。同年4月から10月にかけ、東京拘置所で服役しながら死刑囚たちの身の回りの世話をしていた小田敏夫は、同所の四舎二階（死刑囚監房）に収監されていたMの人物像について、以下のように述べている。
そして、「10月なかばごろ」に処刑された際のMの態度については、以下のように語っている。
一方、1976年（昭和51年）まで東京拘置所で掃夫（=舎内掃又は衛生夫を指す呼称。拘置所や刑務所に於て主に舎房区内で刑務作業に就く者）を務めていた「M・I」は、Mは獄中で自分の大便を食べるなど、完全に常軌を逸した言動を取っており、死刑執行の際も激しく暴れたため、遺体は見るも耐えない無惨な状態になり、それまで多くの死刑執行に立ち会ってきた自分も腰が抜けたばかりか、一緒に掃夫をしていた尊属殺人犯（初めて死刑執行に立ち会った）が恐怖のあまり失禁したという旨を述べている（但し、現代日本では死刑執行時に掃夫の立会等は行われていない）。

## その他
本事件から9年後となる1969年（昭和44年）9月10日に東京都渋谷区で発生した正寿ちゃん誘拐殺人事件の刑事裁判では、東京地検の検察官が被告人に死刑を求刑した際の論告で「同事件は本事件や、吉展ちゃん誘拐殺人事件と並ぶ三大凶悪事件」と陳述した。
死刑確定後、死刑囚Mが拘禁反応による異常行動を示したことから、精神鑑定としてロールシャッハ・テストが行われた。しかし、後に空井健三がその鑑定結果を数人の分析家に示したところ、全く見当違いの結果しか出なかったため、それがテストの妥当性を疑う一つの論拠となっている。
『奇跡体験!アンビリバボー』（制作：フジテレビジョン）の2015年3月12日放映分で、本事件が特集された。

## 関連書籍
- カービン銃ギャング事件主犯 元死刑囚K・O『さらばわが友 実録・大物死刑囚たち』現代史出版会（発売：徳間書店）、1980年8月。doi:10.11501/12016357。ISBN 978-4198120283。 NCID BA62867306。NDLJP:12016357・国立国会図書館書誌ID:000001470133・全国書誌番号:80039600。
- 佐木隆三「第三話 誘拐魔 M」『殺人百科 3 陰の隣人としての犯罪者たち』文藝春秋〈文春文庫〉、1987年7月。ISBN 978-4167215088。 NCID BN10874264。国立国会図書館書誌ID:000001869877・全国書誌番号:87047374。
- 合田士郎（元無期懲役囚 死刑囚世話係）『そして、死刑は執行された』恒友出版、1987年10月31日。ISBN 978-4765270397。 NCID BN02124156。国立国会図書館書誌ID:000001924945・全国書誌番号:88043543。